# 47835 Stevecoe
47835 Stevecoe este un asteroid din centura principală de asteroizi.

## Descriere
47835 Stevecoe este un asteroid din centura principală de asteroizi. A fost descoperit pe 10 martie 2000 din Munții Santa Catalina de Richard Erik Hill. Asteroidul prezintă o orbită caracterizată de o semiaxă mare de 2,65 ua, o excentricitate de 0,13 și o înclinație de 14,9° în raport cu ecliptica.